# 白玛赤林
白玛赤林（藏語：པདྨ་འཕྲིན་ལས་，威利转写：pad+ma 'phrin las，藏语拼音：Padma Choling，1951年10月—），藏族，西藏自治区丁青县人，中国共产党、中华人民共和国政治人物，原副国级领导人。1969年12月入伍，1970年10月加入中国共产党。現任中国人权研究会会长，曾任第十三届全国人大常委会副委员长。他的弟弟白玛朗杰曾任西藏自治区政协副主席。

## 简历

### 早年
出生在西藏昌都地区丁青县的农奴家庭。1965年9月，他进入西藏民族学院预科班读书。

### 从军
1969年12月，他离开西藏民族学院预科班，参加中国人民解放军，在青海省新兵团训练。1970年3月至1974年8月，历任中国人民解放军陆军第五十三师炮团副班长、班长、副排长、排长。1974年8月至1980年1月，任中国人民解放军陆军第五十三师炮团政治处群工干事。
1980年1月，调入西藏军区，历任西藏军区政治部群工处正连职、副营职干事。1984年10月，任西藏军区总医院妇产科副团职政治协理员。

### 西藏
1986年6月，35岁的白玛赤林离开部队，转业地方，任西藏自治区人民政府办公厅秘书二处副处级秘书。其间，1989年9月至1991年7月，在中共中央党校第六期西藏民族干部班学习。
1992年5月，任西藏自治区人民政府办公厅秘书二处副处长。1993年6月，任秘书二处处长。1993年9月，任西藏自治区人民政府副秘书长。1998年5月，任西藏自治区政协秘书长。2000年6月，任中共山南地委副书记、行署专员（其间，2000年3月至2001年1月，在中共中央党校一年制中青班学习。2000年3月至2002年1月，在中共中央党校研究生院在职研究生班“党的学说与党的建设”专业学习，取得中共中央党校在职研究生学历）。
2003年1月，任西藏自治区人民政府副主席，并兼任政府秘书长（兼任至2005年7月）。2006年10月，当选中共西藏自治区党委常委。2006年11月，升任西藏自治区人民政府常务副主席。2009年12月，任中共西藏自治区党委副书记。
2010年1月15日，在西藏自治区九届人大三次会议上，当选西藏自治区人民政府主席，晋升正部级。2013年1月29日，西藏自治区第十届人民代表大会第一次会议第四次全体会议在拉萨举行，当选西藏自治区第十届人民代表大会常务委员会主任。

### 全国人大
2016年11月，不再担任中共西藏自治区党委副书记。2017年1月15日，不再担任西藏自治区人民代表大会常务委员会主任。2018年3月17日，当选第十三届全国人大常委会副委员长，成为党和国家领导人。
中共第十八屆中央委員，第十三届全国人大常委会副委员长，第十一届全国人大代表，第十二届全国人大常委会委员、第十二届全国人大民族委员会副主任委员。
2020年12月，美国国务院宣布因香港问题制裁全国人大常委会14名副委员长，白玛赤林在列其中。
2022年，在中国人权研究会第五届理事会第一次会议上当选会长。
2023年3月，白玛赤林在十四届全国人大一次会议后卸任全国人大常委会副委员长退休。